# Río Agul
El río Agul (del ruso: Агул) es un río de Rusia que discurre por el sur del krai de Krasnoyarsk, en Siberia. Es un afluente del río Kan por la orilla derecha, por lo que es un subafluente del Yeniséi.

## Geografía
El Agul nace en la parte meridional del krai de Krasnoyarsk, como emisario de una serie de lagos de montaña, en los montes Agulski Belki, en el corazón de los montes Sayanes orientales, a unos 40 km al norte de la cima más alta del krai, el monte Grandiozni, de 2.922 m.
En su curso superior es un río de montaña nacido de la unión de dos torrentes: el Bolshói Agul (nacido del área norte del lago Agúlskoye) y el Mali Agul, un torrente violento con numerosos rápidos. Una ve reunidos bajo el nombre de Agul, el río fluye globalmente en dirección norte-noroeste, a lo largo de un recorrido sembrado de meandros.
El Agul permanece helado desde noviembre a la segunda quincena de abril, generalmente.

## Afluentes
Menos de 20 km antes de su desembocadura en el Kan, el Agul recibe por la orilla izquierda las aguas de su principal afluente, el Kungús.

## Hidrometría - Caudal mensual en Petropavlovka
El caudal del Agul ha sido observado durante un periodo de 42 años (1955-1999) en Petropavlovka, localidad situada a 10 km de su confluencia con el Kan.
El Agul es un río abundante. El caudal medio interanual del río en esta localidad es de 136 m³/s, para una superficie tenida en cuenta de 11.500 km², lo que corresponde a la casi totalidad de la cuenca, que es de 11.600 km². La lámina de agua que se vierte en esta superficie alcanza los 373 mm, que puede considerarse como bastante elevada.
El Agul presenta fluctuaciones estacionales importantes. Las crecidas se inician bruscamente a finales de abril y presentan su cumbre en mayo y junio. A partir del mes de junio, el caudal disminuye progresivamente hasta finales de otoño (octubre). En noviembre, con la llegada del invierno siberiano, sus nieves y sus heladas, llega para el río el periodo de estiaje, de noviembre a abril.
El caudal medio mensual observado en marzo (mínimo de estiaje) es de 16.14 m³/s, un poco más del 4% del caudal medio del mes de mayo (394 m³/s). Esta amplitud de la variaciones estacionales es normal para un río siberiano.
En los 42 años de periodo de observación, el caudal mensual mínimo fue de 6.71 m³/s en febrero de 1964, mientras que el máximo se dio en mayo de 1966 y alcanzó los 793 m³/s. En lo que se refiere estrictamente al periodo libre de hielo, el caudal mensual mínimo se dio en septiembre de 1989 y fue de 57 m³/s.
| Caudal medio mensual del Agul en la estación hidrológica de Petropavlovk (Datos calculados en 42 años (1955-99), en m³/s) |
| |